# Miracolo del figlio pentito
Il Miracolo del figlio pentito è un rilievo di Donatello facente parte della decorazione dell'altare della basilica del Santo a Padova, in particolare della serie dei quattro Miracoli di Sant'Antonio. È in bronzo con dorature (57x123 cm) e risale a dopo il 1446, completato entro il 1453.

## Storia
L'altare e le sue decorazioni vennero eseguiti tra la seconda metà del 1446 e la partenza dell'artista da Padova, nel 1453. Le opere vennero ritoccate per molto tempo, ben oltre la partenza di Donatello: se ne ha notizia fino al 1477.
Poiché la struttura architettonica originale dell'altare andò distrutta sul finire del XVI secolo, la versione che oggi si vede è una ricostruzione controversa dell'architetto Camillo Boito del 1895.
I rilievi dei Miracoli si trovavano forse sotto i gruppi laterali dei santi a tutto tondo, due davanti e due sul lato posteriore, intervallati probabilmente dai rilievi dei Putti. Prima di Donatello questi episodi della vita del Santo erano stati ritratti molto raramente, per cui egli dovette quasi inventarsi l'iconografia. 

## Descrizione e stile

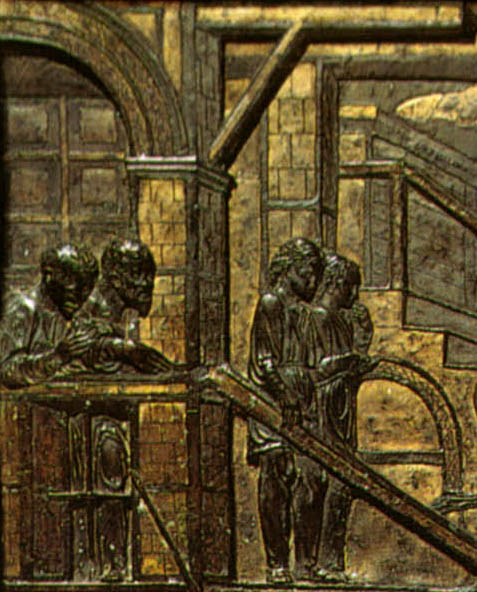
Dettaglio

I quattro pannelli furono concepiti come scene di massa, estremamente ricche di dettagli e di vari microepisodi narrativi, con una molteplicità di figure difficile da eguagliare.

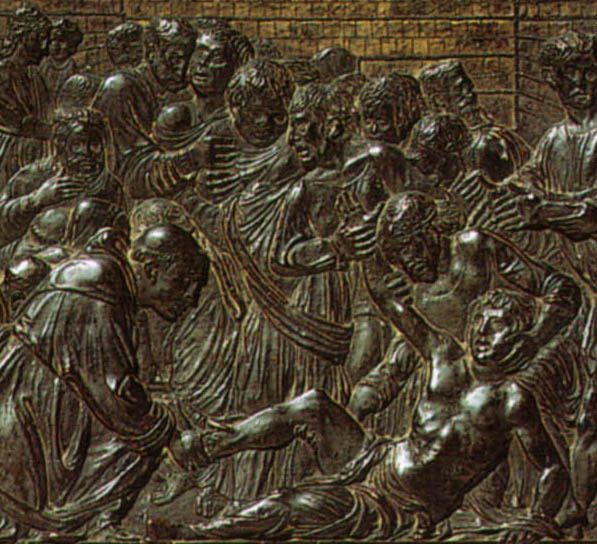
La scena centrale, dettaglio

Secondo le storie di sant'Antonio da Padova un giovane aveva confessato al santo di aver percosso con un calcio la propria madre. Allora Antonio, per deplorare la sua azione, gli disse che la gamba che si era macchiata di tale colpa avrebbe meritato di essere tagliata. L'uomo pentito, appena tornato a casa, non avendo capito il senso delle parole, si tagliò la gamba e la notizia della sua punizione fece il giro della città. Antonio si recò subito dall'uomo e spiegatogli il senso delle sue parole in un'orazione, gli riattaccò miracolosamente la gamba.
I personaggi principali dell'episodio sono ritratti al centro della composizione, mentre tutt'intorno si dispone un semicerchi di persone che assistono al miracolo, alcune delle quali sono in ginocchio. La scena principale è magnificamente incorniciata dalla costruzione architettonica, una delle più straordinarie della serie, che ambienta l'azione in un circo con gradinate, sopra il quale si erge un palazzo con un porticato (probabilmente un'eco dei palazzi imperiali del Palatino e del Circo Massimo), mentre due scalinate in primo piano indicano, con le linee dei corrimano, il miracolo. La costruzione usa più punti di fuga, dimostrando un superamento della prospettiva lineare centrica. Un sole splendente, simbolo della luce divina, illumina il cielo in alto.
I personaggi sono molto numerosi e vanno dalle persone vicine alla scena del miracolo, più o meno colpite dall'evento straordinario, a una serie di passanti sulle gradinate, che accorrono o si voltano indicando l'avvenimento, fino alle piccole figurette che popolano il passaggio del circo tutto intorno, perfettamente rimpicciolite via via che ci si allontana in profondità. La tensione emotiva del miracolo nasce proprio dal fatto di essere calata nel quotidiano, con una straordinaria sintesi tra esigenze descrittive ed esaltazione del significato della scena.
In basso a sinistra da un arco escono delle acque e delle figure sdraiate: sono una citazione dell'antico, infatti ricordano le personificazioni dei fiumi.